# Theodor Haag
Theodor Kasimir Kurt „Theo“ Haag (* 13. März 1901 in Le Havre; † 26. August 1956 in Eitelborn) war ein deutscher Hockeyspieler.
Theodor Haag vom SC 1880 Frankfurt debütierte 1925 in der deutschen Hockeynationalmannschaft. Bei den Olympischen Spielen 1928 in Amsterdam war er Kapitän der deutschen Mannschaft, wirkte in allen vier Spielen mit und erzielte insgesamt fünf Tore. Im Spiel um die Bronzemedaille gegen die belgische Mannschaft erzielte Haag alle drei Tore zum 3:0-Sieg. Insgesamt wirkte Theodor Haag von 1925 bis 1933 in 22 Länderspielen mit. Außerdem war er zweifacher Rugby-Nationalspieler. Er beendete seine Karriere 1933, als Trainingsstunden ausfallen mussten, weil SS und SA auf dem Vereinsgelände Körperertüchtigung betrieben. Haag trat aus dem Verein aus, der ihn im Gegenzug zum Ehrenmitglied ernannte. Nach dem Zweiten Weltkrieg zog Haag nach Frankreich.